# آنیس کلانسیه
آنیس کلانسیه (به فرانسوی: Agnès Clancier) زاده ۸ ژوئن ۱۹۶۳ در بلاک (کمون)، نویسنده زن فرانسوی قرن بیست و یکم است.

## زندگی‌نامه
آنیس کلانسیه در یک خانوادهٔ فرهنگی به دنیا آمد و تحصیلات خود را تا مقطع دیپلم متوسطه در شهرستان لیموژ گذراند. اولین رمانش با عنوان دیوارها (Murs) در ۲۰۰۰ در پاریس انتشار یافت. کلانسیه تا سال ۲۰۲۲ حدود ده رمان منتشر کرده که معروف‌ترین آن بندر جکسون (Port Jackson) در ۲۰۰۷ توسط انتشارات گالیمار روانهٔ بازار کتاب شد.